# TSV 1860 München
A TSV 1860 München, becenevén Löwen (Oroszlánok), müncheni székhelyű német sportegyesület, amelyet 1860. május 17-én alapítottak, TSV München von 1860 e.V. néven.
A legismertebb az egyesület labdarúgó-szakosztálya, amely a Bundesliga (német labdarúgó-bajnokság élvonala) alapító tagja. 
Legnagyobb nemzetközi sikerét 1965-ben érte el, amikor a Kupagyőztesek Európa Kupája (KEK) fináléjába jutott. Ott azonban 2-0-s vereséget szenvedett az angol West Ham United csapatától.
A csapat a 2013–14-es bajnoki idényben a másodosztályban szerepel. A klub Allianz Arena nevű stadionját 2005. május 30-án avatták fel az 1. FC Nürnberg elleni barátságos mérkőzésen.

## Jelenlegi keret
2018. szeptember 10-e szerint
| #  |     | Poszt | Név                 |
| -- | --- | ----- | ------------------- |
| 1  | GER | K     | Marco Hiller        |
| 2  | GER | V     | Eric Weeger         |
| 4  | GER | V     | Felix Weber ()      |
| 5  | GER | KP    | Quirin Moll         |
| 6  | GER | V     | Jan Mauersberger    |
| 7  | GER | CS    | Stefan Lex          |
| 8  | GER | KP    | Simon Seferings     |
| 9  | GER | CS    | Sascha Mölders      |
| 10 | GER | CS    | Adriano Grimaldi    |
| 11 | GER | V     | Christian Köppel    |
| 14 | GER | KP    | Dennis Dressel      |
| 16 | GER | KP    | Benjamin Kindsvater |
| 17 | GER | V     | Daniel Wein         |
| 18 | GER | CS    | Nico Karger         |
| 19 | ITA | KP    | Alessandro Abruscia |

| #  |     | Poszt | Név                                               |
| -- | --- | ----- | ------------------------------------------------- |
| 20 | TUR | KP    | Efkan Bekiroğlu                                   |
| 22 | GER | V     | Aaron Berzel                                      |
| 23 | GER | CS    | Nicholas Helmbrecht                               |
| 24 | GER | CS    | Markus Ziereis                                    |
| 25 | GER | KP    | Marius Willsch                                    |
| 27 | TUN | V     | Semi Belkahia                                     |
| 28 | GER | V     | Herbert Paul                                      |
| 30 | GER | K     | Johann Hipper                                     |
| 31 | TOG | KP    | Kodjovi Koussou                                   |
| 32 | GER | V     | Simon Lorenz                                      |
| 34 | GER | KP    | Kristian Böhnlein                                 |
| 36 | GER | V     | Phillipp Steinhart                                |
| 38 | FRA | KP    | Romuald Lacazette (kölcsönben a Darmstadt 98-tól) |
| 39 | GER | K     | Hendrik Bonmann                                   |
| 40 | GER | K     | Tom Kretzschmar                                   |

## Híres játékosok
- Rudolf Brunnenmeier
- Thomas Häßler
- Benjamin Lauth
- Martin Max
- Petar Radenkovic
- Davor Šuker
- Rudolf Völler
- Bernhard Winkler
- Király Gábor